# Top secret (telenovela)
Top secret es una telenovela chilena producida y emitida por Canal 13 durante el segundo semestre de 1994. Es una adaptación de «Eu Prometo» creada por Janete Clair y sus guionistas fueron Fernando Aragón y Arnaldo Madrid.

## Argumento
Santiago Mena (Cristián Campos) es un joven diputado quien lleva una feliz vida política y familiar. Está casado con la hermosa Mariana Vidal (Pilar Brescia) con quien tiene cuatro hijos, las tres mayores son mujeres, Trinidad (Viviana Rodríguez), Amparo (Tamara Acosta) y Macarena (Andrea Freund), mientras que el cuarto y último hijo es el único hombre y se llama Jorgito (Nicolás Viel). Sin embargo, la tranquila vida del Diputado y su familia se verá alterada por varios sucesos. El primero será la salida a la luz de una noticia, que se desliza de la boca de una antigua enamorada del Diputado, que hará pasar varios dolores de cabeza a la familia Mena.
El segundo será la presencia de Amanda Gross (Gabriela Hernández), la obsesiva directora de la revista «Almendra» quien está dispuesta a hacer cualquier cosa por revelar los secretos más secretos del Diputado y saciar su vida infeliz.
El tercero será Horacio Ragner (Tomás Vidiella), el más acérrimo contenedor político del Diputado, un tipo malo que sabe muy bien que para escalar alto hay que dejar muchos heridos en el camino. Justamente se aliará a Amanda para cumplir sus fines.
Y el cuarto, y tal vez el más estremecedor es la aparición en la vida del Diputado de Kely Román (Sandra O'Ryan), una joven y sensual fotógrafa de «Almendra» quien, luego de una entrevista no podrá sacar de su mente la imagen del Diputado, lo que no será en vano ya que Santiago irremediablemente también se fijará en ella, poniéndolo así en la mayor encrucijada de su vida.
Santiago no solo deberá lidiar con estos problemas, sino también lidiar con los de su familia, los que harán un gran problema en su vida.

## Reparto

### Principales
- Cristián Campos como Santiago Mena
- Pilar Brescia como Mariana Vidal
- Sandra O'Ryan como Kelly Román
- Tomás Vidiella como Horacio Ragner
- Gabriela Hernández como Amanda Gross.
- Patricio Achurra como Arturo Rey
- Liliana García como Eliana Valle
- Willy Semler como Vicente Palacios
- Sonia Viveros como Olga Schmidt
- Malú Gatica como Emilia Ruiz
- Eliana Vidal como Mercedes Ruiz
- Ana María Martínez como Elba Ramos
- Catalina Guerra como Tala Mena
- Sebastián Dahm como Marcelo Logroño
- Paula Sharim como Francisca Ragner
- Tamara Acosta como Amparo Mena
- Andrea Freund como Macarena Mena
- Viviana Rodríguez como Trinidad Mena
- Carlos Embry como Adolfo Paláez
- Felipe Viel como Lalo
- Santiago Ramírez como Carlos Ragner
- Pablo Macaya como Borja Castelló
- Violeta Vidaurre como Ramona Hauser
- Liliana Ross como Sonia Díaz
- Jorge Yáñez como Antonio Román
- Teresita Reyes como Corina Díaz
- Fernando Farías como Jaime Samoa
- Teresa Münchmeyer como Catalina Flores
- Samuel Villarroel como Roque Olivares
- Eduardo Baldani como José Mena
- Armando Fenoglio como Padre Norberto
- Tito Villegas como Elías Ferrer
- Sergio Urrutia como Leonardo Rubilar
- Francesca Franzese como Beatriz Contardo
- Carmen Luz Figueroa como Delfina Gonsalves
- Alberto Rivera como Feliciano Lopetegui
- Francisco Melo como Rubén Blin
- Claudio Bello como Pablo Salinas
- Macarena Montoya como Susana Claro
- Mariela Acevedo como Viviana Valdés
- Loreto Araya-Ayala como Valeria Montaner
- Francesca Lasagna
- Orietta Grendi como Rosa

### Recurrentes e invitados especiales
- Coca Rudolphy como Lourdes Mezquita.
- César Arredondo como Aldo Machuca.
- Gloria Canales como Estela Beas.
- David Guzmán como Mario Ochoa
- Alberto Vega como Padre Miguel.
- Pilar Lüders como Beatriz Fernández.
- Francisca Reiss como Sandra.
- Sandra Burmeinster como Alicia Mandujano.
- Fabrizia Polanco como Isolina.
- Onell López como Sergio Samoa
- Imara Castagnoli como Paula Román
- Juan Falcón como Ignacio Alonso.
- Humberto Gallardo como Pedro.
- Nicolás Viel como Jorge Mena Vidal.
- Yamén Salazar como diputado Muñoz.
- Daniel Muñoz como Francisco Rozas.
- Cristina Tocco como Gianinna Cema.
- Cecilia Hidalgo como Nilda Carrasco.
- Rubén Darío Guevara como Don Javier
- Fernando Gallardo como Aroldo.
- Cora Díaz como Gladys Díaz.
- Nelly Meruane como Nora Amenábar.
- Juan Carlos Bistoto como Luis Palacios.
- Marcial Edwards como Samuel.

## Tema principal
El tema principal de la teleserie fue la canción «Dulce condena», compuesta por la banda de rock argentina-española, Los Rodríguez y que forma parte del disco «Sin documentos» publicado en el año 1993.

## Curiosidades
En medio de las grabaciones de la teleserie, Armando Fenoglio, quien interpretaba al Padre Norberto, muere de una larga enfermedad a los 78 años de edad.

## Banda sonora
- Los Rodríguez - Dulce condena
- Laura Pausini - Se fue
- Ricardo Arjona - Si yo fuera
- Pablo Herrera - Más arriba
- Marie Claire D'Ubaldo - La magia del ritmo
- Bon Jovi - Always
- Marta Sánchez - Tal vez
- Laura Pausini - Gente
- Jorge González - Fe
- Roxette - What´s she like?
- Phil Collins - Both sides of the story
- Alberto Plaza - Pequeño rayo de sol
- Alexandra - Sin él